# 2-je Krasnikowo
2-je Krasnikowo, także Wtoroje Krasnikowo (ros. 2-е Красниково, Второе Красниково) – wieś (ros. деревня, trb. dieriewnia) w zachodniej Rosji, w sielsowiecie biesiedinskim rejonu kurskiego w obwodzie kurskim.

## Geografia
Miejscowość położona jest w dorzeczu rzeki Rać (prawy dopływ Sejmu), 2 km od centrum administracyjnego sielsowietu (Biesiedino), 13 km na wschód od centrum administracyjnego rejonu (Kursk), 1,5 km od drogi federalnej R-298 (Kursk – Woroneż – R22 «Kaspij»; część europejskiej trasy E38).
We wsi znajduje się 21 posesji.
Klimat
Miejscowość, jak i cały rejon, znajduje się w strefie klimatu kontynentalnego z łagodnym ciepłym latem i równomiernie rozłożonymi opadami rocznymi (Dfb w klasyfikacji klimatów Köppena).

## Demografia
W 2010 r. wieś zamieszkiwało 29 osób.